# أليكسندر ميسا
أليكسندر ميسا (بالإسبانية: Mariano González Maroto)‏ (27 أكتوبر 1984 بمالقة في إسبانيا - ) هو لاعب كرة قدم إسباني في مركز الظهير. لعب مع باناثينايكوس وبونفيرادينا وخيمناستيك طركونة وريال أوفييدو ونادي برشلونة ب ونادي قادش ونادي قرطبة ونادي كارتاخينا ونادي لاردة وUD Fuengirola Los Boliches ‏ ونادي ماربيا.

## وصلات خارجية
- أليكسندر ميسا على موقع الاتحاد الأوربي (الإنجليزية)
- أليكسندر ميسا على موقع قاعدة بيانات كرة القدم.إي يو (الإنجليزية)
- أليكسندر ميسا على موقع قاعدة بيانات كرة القدم.إي يو (الإنجليزية)
- أليكسندر ميسا على موقع Soccerbase.com (لاعب) (الإنجليزية)
- أليكسندر ميسا على موقع Soccerway.com (الإنجليزية)
- أليكسندر ميسا على موقع AS.com (الإسبانية)